# Liste der Flughäfen in Indonesien
Dies ist eine Liste der Flughäfen Indonesiens.

## Zivile Flughäfen
| Jakarta |

| Surabaya |

| Surabaya |

| Denpasar |

| Makassar |

| Masamba |

| Medan |

| Balikpapan |

| Y. Adisucipto |

| Yogya- karta |

| Banjarmasin |

| Palembang |

| Pekanbaru |

| Semarang |

| Padang |

| Pontianak |

| Manado |

| Lombok |

| Pangkal Pinang |

| Surakarta |

| Kupang |

| Jambi |

| Bandung |

| Tarakan |

| Ambon |

| Banda Aceh |

| Tanjung Pinang |

| Halim Perdanakusuma |

| Banyuwangi |

| Kertajati |

| Malang |

| Bandar Lampung |

| Batam |

| Bengkulu |

| Kuala Namu |

| Sisingamangaraja XII |

| H.A.S. Hanandjoeddin |

| Jayapura |

| Sorong |

| Ende |

| Labuan Bajo |

| Kendari |

| Palu |

| Ternate |

| Manokwari |

| Biak |

| Merauke |

| Timika |

| Ort                | Provinz             | Name                                             | Indonesischer Name                                         | ICAO-Code | IATA-Code | benannt nach                                                                                 |
| Java               | Java                | Java                                             | Java                                                       | Java      | Java      |                                                                                              |
| ------------------ | ------------------- | ------------------------------------------------ | ---------------------------------------------------------- | --------- | --------- | -------------------------------------------------------------------------------------------- |
| Bandung            | Jawa Barat          | Flughafen Husein Sastranegara                    | Bandar Udara Internasional Husein Sastranegara             | WICC      | BDO       |                                                                                              |
| Banyuwangi         | Jawa Timur          | Flughafen Banyuwangi                             | Bandar Udara Internasional Banyuwangi                      | WADY      | BWX       |                                                                                              |
| Jakarta            | Jakarta             | Flughafen Halim Perdanakusuma                    | Bandar Udara Internasional Halim Perdanakusuma             | WIHH      | HLP       |                                                                                              |
| Jember             | Jawa Timur          | Flughafen Notohadinegoro                         | Bandar Udara Notohadinegoro                                | WARE      | JBB       |                                                                                              |
| Majalengka         | Jawa Barat          | Flughafen Kerajati                               | Bandar Udara Internasional Kertajati                       | WICA      | KJT       |                                                                                              |
| Malang             | Jawa Timur          | Flughafen Abdul Rachman Saleh                    | Bandar Udara Abdulrachman Saleh                            | WARA      | MLG       |                                                                                              |
| Semarang           | Jawa Tengah         | Flughafen Ahmad Yani                             | Bandar Udara Internasional Ahmad Yani                      | WARS      | SRG       | Ahmad Yani                                                                                   |
| Surabaya           | Jawa Timur          | Flughafen Juanda                                 | Bandar Udara Internasional Juanda                          | WARR      | SUB       | Djuanda Kartawidjaja, ehemaliger Premierminister Indonesiens und indonesischer Nationalheld. |
| Surakarta          | Jawa Tengah         | Flughafen Adisumarmo                             | Bandar Udara Internasional Adisumarmo                      | WARQ      | SOC       |                                                                                              |
| Tangerang          | Banten              | Flughafen Soekarno–Hatta                         | Bandar Udara Internasional Soekarno-Hatta                  | WIII      | CKG       |                                                                                              |
| Yogyakarta         | Yogyakarta          | Flughafen Yogyakarta                             | Bandar Udara Internasional Yogyakarta                      | WAHI      | YIA       |                                                                                              |
| Yogyakarta         | Yogyakarta          | Flughafen Adisujipto                             | Bandar Udara Internasional Adisujipto                      | WARJ      | JOG       | Agustinus Adisutjipto                                                                        |
| Sumatra            |                     |                                                  |                                                            |           |           |                                                                                              |
| Banda Aceh         | Aceh                | Flughafen Sultan Iskandar Muda                   | Bandar Udara Internasional Sultan Iskandar Muda            | WITT      | BTJ       | Iskandar Muda, zwölfter Sultan von Aceh.                                                     |
| Bandar Lampung     | Lampung             | Flughafen Radin Inten II                         | Bandar Udara Internasional Radin Inten II                  | WILL      | TKG       |                                                                                              |
| Batam              | Kepulauan Riau      | Flughafen Hang Nadiem                            | Bandar Udara Internasional Hang Nadim                      | WIDD      | BTH       |                                                                                              |
| Bengkulu           | Bengkulu            | Flughafen Fatmawati Soekarno                     | Bandar Udara Fatmawati Soekarno                            | WIGG      | BKS       |                                                                                              |
| Jambi              | Jambi               | Flughafen Sultan Thaha Syaifuddin                | Bandar Udara Sultan Thaha Syaifuddin                       | WIPA      | DJB       |                                                                                              |
| Gunungsitoli       | Sumatra Utara       | Flughafen Binaka                                 | Bandar Udara Binaka                                        | WIMB      | GNS       |                                                                                              |
| Medan              | Sumatra Utama       | Flughafen Kuala Namu                             | Bandar Udara Internasional Kualanamu                       | WIMM      | KNO       |                                                                                              |
| Padang             | Sumatra Barat       | Flughafen Minangkabau                            | Bandar Udara Internasional Minangkabau                     | WIPT      | PDG       |                                                                                              |
| Palembang          | Sumatra Selatan     | Flughafen Sultan Mahmud Badaruddin II            | Bandar Udara Internasional Sultan Mahmud Badaruddin II     | WIPP      | PLM       | Mahmud Badaruddin II, achter Sultan des Sultanats Palembang und Nationalheld Indonesiens.    |
| Pangkal Pinang     | Bangka Belitung     | Flughafen Depati Amir                            | Bandar Udara Depati Amir                                   | WIPK      | PGK       |                                                                                              |
| Pekanbaru          | Riau                | Flughafen Sultan Syarif Kasim II                 | Bandar Udara Internasional Sultan Syarif Kasim II          | WIBB      | PKU       |                                                                                              |
| Siborong-Borong    | Sumatra Utara       | Flughafen Silangit                               | Bandar Udara Internasional Sisingamangaraja XII            | WIMN      | DTB       |                                                                                              |
| Tanjung Balai      | Kepulauan Riau      | Flughafen Raja Haji Abdullah                     | Bandar Udara Raja Haji Abdullah                            | WIBT      | TJB       |                                                                                              |
| Tanjung Pandan     | Bangka-Belitung     | Internationaler Flughafen H.A.S Hanandjoeddin    | Bandar Udara Internasional H.A.S. Hanandjoeddin            | WIKT      | TJQ       |                                                                                              |
| Tanjung Pinang     | Kepulauan Riau      | Internationaler Flughafen Raja Haji Fisabilillah | Bandar Udara Internasional Raja Haji Fisabilillah          | WIDN      | TNJ       |                                                                                              |
| Kalimantan         |                     |                                                  |                                                            |           |           |                                                                                              |
| Balikpapan         | Kalimantan Timur    | Flughafen Sultan Aji Muhamad Sulaiman            | Bandar Udara Internasional Sultan Aji Muhamad Sulaiman     | WALL      | BPN       |                                                                                              |
| Banjarmasin        | Kalimantan Selatan  | Flughafen Syamsudin Noor                         | Bandar Udara Internasional Syamsudin Noor                  | WAOO      | BDJ       |                                                                                              |
| Ketapang           | Kalimantan Barat    | Flughafen Rahadi Usman                           | Bandar Udara Rahadi Usman                                  | WIOK      | KTG       |                                                                                              |
| Long Bawan         | Kalimantan Utara    | Flughafen Yuvai Semaring                         | Bandar Udara Yuvai Semaring                                | WAQJ      | LBW       |                                                                                              |
| Malinau            | Kalimantan Utara    | Flughafen Malinau                                | Bandar Udara Robert Atty Bessing                           | WAQM      | LNU       |                                                                                              |
| Muara Teweh        | Kalimantan Tengah   | Flughafen Haji Muhammad Sidik                    | Bandar Udara Haji Muhammad Sidik                           | WAGB      | HMS       |                                                                                              |
| Palangka Raya      | Kalimantan Tengah   | Flughafen Tjilik Riwut                           | Bandar Udara Tjilik Riwut                                  | WAOP      | PKY       |                                                                                              |
| Pangkalan Bun      | Kalimantan Tengah   | Flughafen Iskandar                               | Bandar Udara Iskandar                                      | WAGI      | PKN       |                                                                                              |
| Pontianak          | Kalimantan Barat    | Flughafen Supadio                                | Bandar Udara Internasional Supadio                         | WIOO      | PNK       |                                                                                              |
| Samarinda          | Kalimantan Timur    | Flughafen Aji Pangeran Tumenggung Pranoto        | Bandar Udara Internasional Aji Pangeran Tumenggung Pranoto | WALS      | AAP       |                                                                                              |
| Sampit             | Kalimantan Tengah   | Flughafen H. Asan                                | Bandar Udara H. Asan                                       | WAOS      | SMQ       |                                                                                              |
| Sintang            | Kalimantan Barat    | Flughafen Tebelian                               | Bandar Udara Tebelian                                      | WIOS      | SQG       |                                                                                              |
| Tanjung            | Kalimantan Timur    | Flughafen Warukin                                | Bandar Udara Warukin                                       | WAON      | TJG       |                                                                                              |
| Tanjung Redeb      | Kalimantan Timur    | Flughafen Raja Alam                              | Bandar Udara Internasional Raja Alam                       | WAQT      | BEJ       |                                                                                              |
| Tanjung Selor      | Kalimantan Utara    | Flughafen Tanjung Harapan                        | Bandar Udara Tanjung Harapan                               | WAGD      | TJS       |                                                                                              |
| Tarakan            | Kalimantan Utara    | Flughafen Juwata                                 | Bandar Udara Internasional Juwata                          | WAQQ      | TRK       |                                                                                              |
| Sulawesi           |                     |                                                  |                                                            |           |           |                                                                                              |
| Bau-Bau            | Sulawesi Tenggara   | Flughafen Beroambari                             | Bandar Udara Betoambari                                    | WAWB      | BUW       |                                                                                              |
| Gorontalo          | Gorontalo           | Flughafen Jalaluddin                             | Bandar Udara Jalaluddin                                    | WAMG      | GTO       |                                                                                              |
| Kendari            | Sulawesi Tenggara   | Flughafen Haluoleo                               | Bandar Udara Haluole                                       | WAWW      | KDI       |                                                                                              |
| Makassar           | Sulawesi Selatan    | Flughafen Sultan Hasanuddin                      | Bandar Udara Internasional Sultan Hasanuddin               | WAAA      | UPG       | Sultan Hasanuddin                                                                            |
| Masamba            | Sulawesi Selatan    | Flughafen Masamba                                | Bandar Udara Andi Jemma                                    | WAFM      | MXB       | Andi Jemma                                                                                   |
| Manado             | Sulawesi Utara      | Flughafen Sam Ratulangi                          | Bandar Udara Internasional Sam Ratulangi                   | WAMM      | MDC       | Sam Ratulangi                                                                                |
| Palopo             | Sulawesi Selatan    | Flughafen Bua                                    | Bandar Udara Bua                                           | WAFD      | LLO       |                                                                                              |
| Palu               | Sulawesi Tengah     | Flughafen Mutiara                                | Bandar Udara Mutiara                                       | WAML      | PLW       |                                                                                              |
| Tana Toraja        | Sulawesi Selatan    | Flughafen Pongtiku                               | Bandar Udara Pongtiku                                      | WAFT      | TTR       |                                                                                              |
| Wangi-Wangi        | Sulawesi Tenggara   | Flughafen Matahora                               | Bandar Udara Matahora                                      | WAWD      | WNI       |                                                                                              |
| Kleine Sundainseln |                     |                                                  |                                                            |           |           |                                                                                              |
| Bima               | Nusa Tenggara Barat | Flughafen Sultan Muhammad Salahuddin             | Bandar Udara Sultan Muhammad Salahuddin                    | WADB      | BMU       |                                                                                              |
| Denpasar           | Bali                | Flughafen Ngurah Rai                             | Bandar Udara Internasional I Gusti Ngurah Rai              | WADD      | DPS       | I Gusti Ngurah Rai, balinesischer Freiheitskämpfer und Nationalheld Indonesiens.             |
| Ende               | Nusa Tenggara Timur | Flughafen H. Hasan Aroeboesman                   | Bandar Udara H. Hasan Aroeboesman                          | WATE      | ENE       |                                                                                              |
| Kupang             | Nusa Tenggara Timur | Flughafen El Tari                                | Bandar Udara Internasional El Tari                         | WATT      | KOE       |                                                                                              |
| Mataram            | Nusa Tenggara Barat | Flughafen Lombok                                 | Bandar Udara Internasional Lombok                          | WADL      | LOP       |                                                                                              |
| Labuan Bajo        | Nusa Tenggara Timur | Flughafen Komodo                                 | Bandar Udara Internasional Komodo                          | WATO      | LBJ       |                                                                                              |
| Ruteng             | Nusa Tenggara Timur | Flughafen Frans Sales Lega                       | Bandar Udara Frans Sales Lega                              | WATG      | RTG       | Frans Sales Lega, Politiker                                                                  |
| Molukken           |                     |                                                  |                                                            |           |           |                                                                                              |
| Ambon              | Maluku              | Flughafen Pattimura                              | Bandar Udara Internasional Pattimura                       | WAPP      | AMQ       | Thomas Matulessy, ein molukkischer Freiheitskämpfer aus dem 18. und 19. Jahrhundert          |
| Kei-Inseln         | Maluku              | Flughafen Karel Sadsuitubun                      | Bandar Udara Karel Sadsuitubun                             | WAPF      | LUV       | Karel Sadsuitubun, 1965 im Einsatz gefallener Polizist und indonesischer Nationalheld.       |
| Namlea             | Maluku              | Flughafen Namniwel                               | Bandar Udara Namniwel                                      | WAPR      | NAM       |                                                                                              |
| Saumlaki           | Maluku              | Flughafen Mathilda Batlayeri                     | Bandar Udara Mathilda Batlayeri                            | WAPI      | SXK       | Mathilda Batlayeri, eine Kämpferin, die 1953 im Kampf gegen Darul Islam gefallen ist.        |
| Ternate            | Maluku Utara        | Flughafen Sultan Babullah                        | Bandar Udara Sultan Babullah                               | WAEE      | TTE       | Sultan Babullah, siebter Sultan des Sultanats Ternate.                                       |
| Weda               | Maluku Utara        | Flughafen Weda                                   | Bandara Weda                                               | WAEH      | WDB       |                                                                                              |
| Papua              |                     |                                                  |                                                            |           |           |                                                                                              |
| Biak               | Papua               | Flughafen Frans Kaisiepo                         | Bandar Udara Frans Kaisiepo                                | WABB      | BIK       | Frans Kaisiepo, vierter Gouverneur von Papua und Nationalheld Indonesiens                    |
| Jayapura           | Papua               | Flughafen Jayapura                               | Bandar Udara Internasional Sentani                         | WAJJ      | DJJ       |                                                                                              |
| Manokwari          | Papua Barat         | Flughafen Rendani (Manokwari)                    | Bandar Udara Rendani                                       | WAUU      | MKW       |                                                                                              |
| Merauke            | Papua               | Flughafen Merauke                                | Bandar Udara Internasional Mopah                           | WAKK      | MKQ       |                                                                                              |
| Sorong             | Papua Barat         | Flughafen Sorong                                 | Bandar Udara Domine Eduard Osok                            | WASS      | SOQ       |                                                                                              |
| Timika             | Papua               | Flughafen Timika                                 | Bandar Udara Mozes Kilangin                                | WAYY      | TIM       |                                                                                              |
| Wasai              | Papua Barat         | Flughafen Marinda                                | Bandar Udara Marinda                                       | WASN      | RJM       |                                                                                              |
| Wamena             | Papua               | Flughafen Wamena                                 | Bandar Udara Wamena                                        | WAVV      | WMX       |                                                                                              |

## Galerie

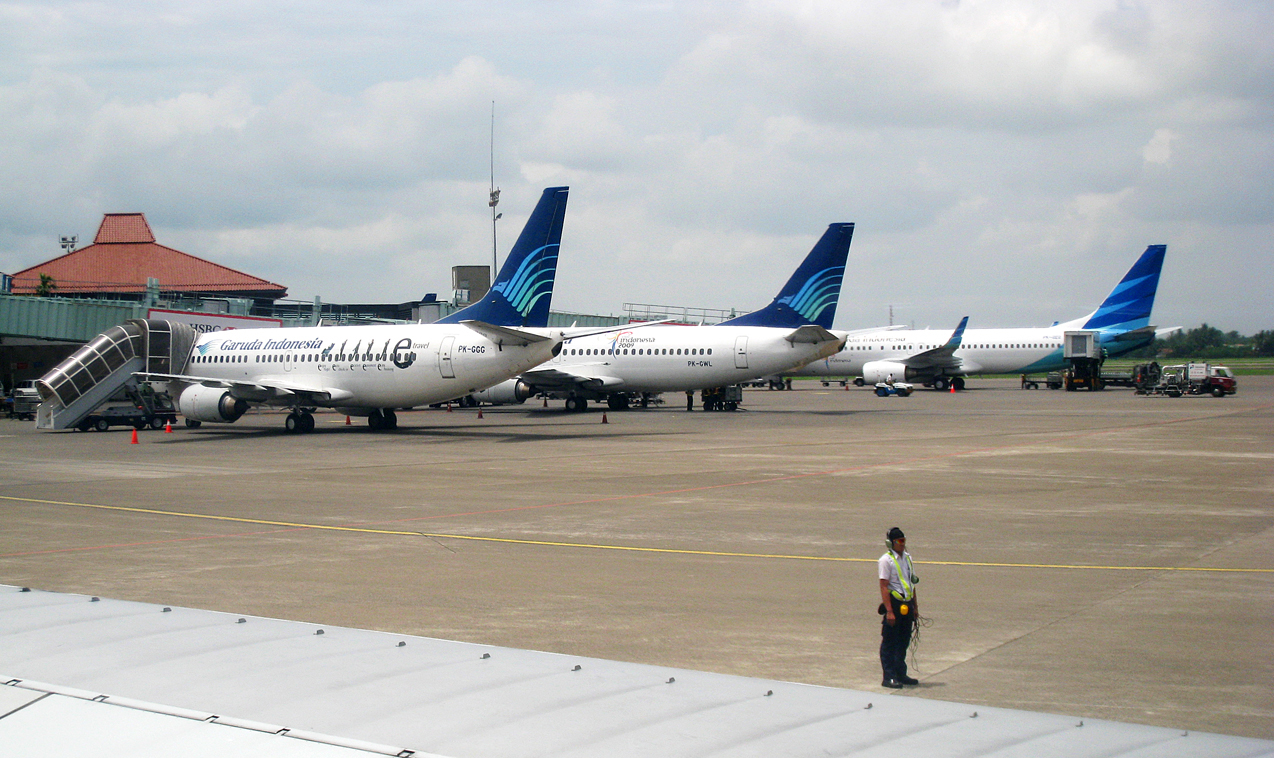
Der internationale Flughafen Soekarno–Hatta war 2011 in der Liste der größten Flughäfen nach Passagieraufkommen an zwölfter Stelle.
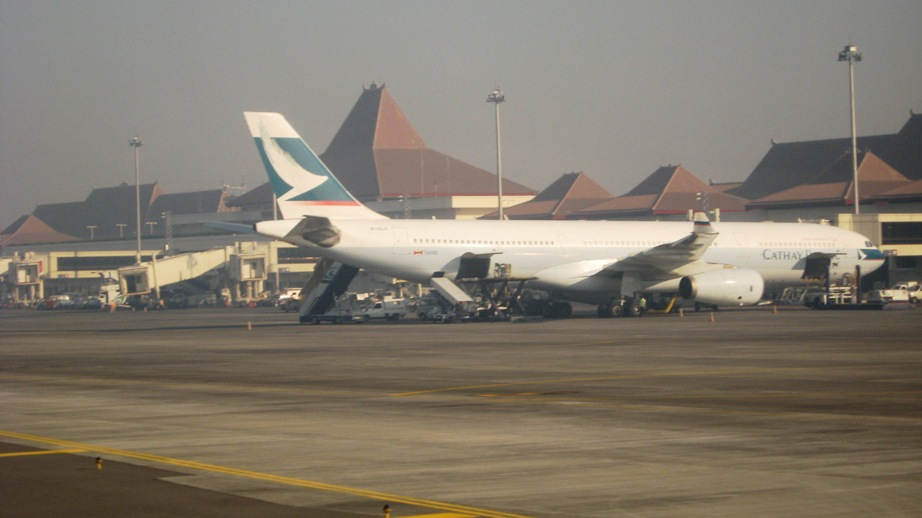
Der internationale Flughafen Juanda ist der zweitverkehrsreichste Flughafen Indonesiens.
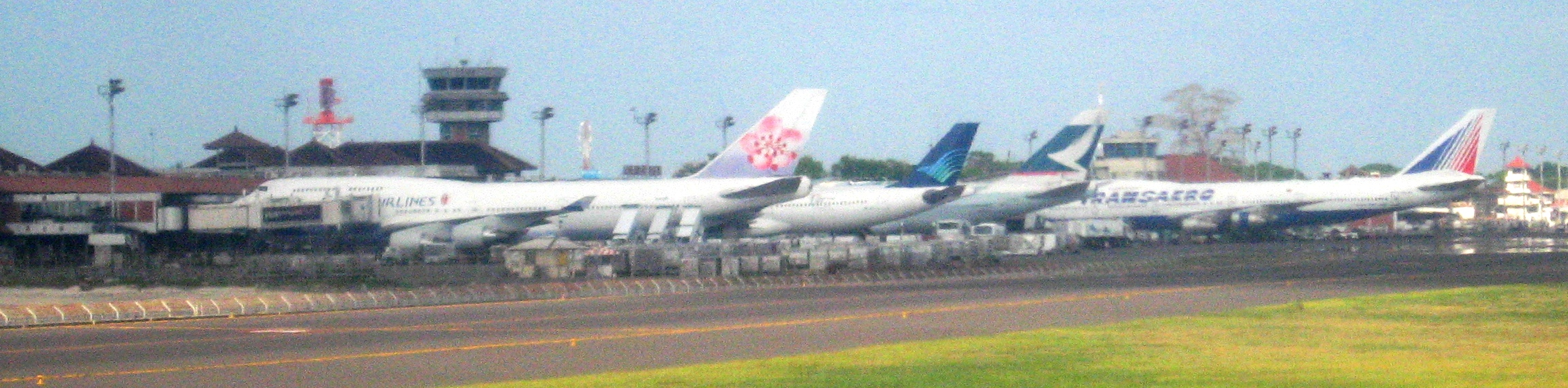
Der internationale Flughafen Ngurah Rai im südlichen Teil von Denpasar ist der drittverkehrsreichste Flughafen Indonesiens.
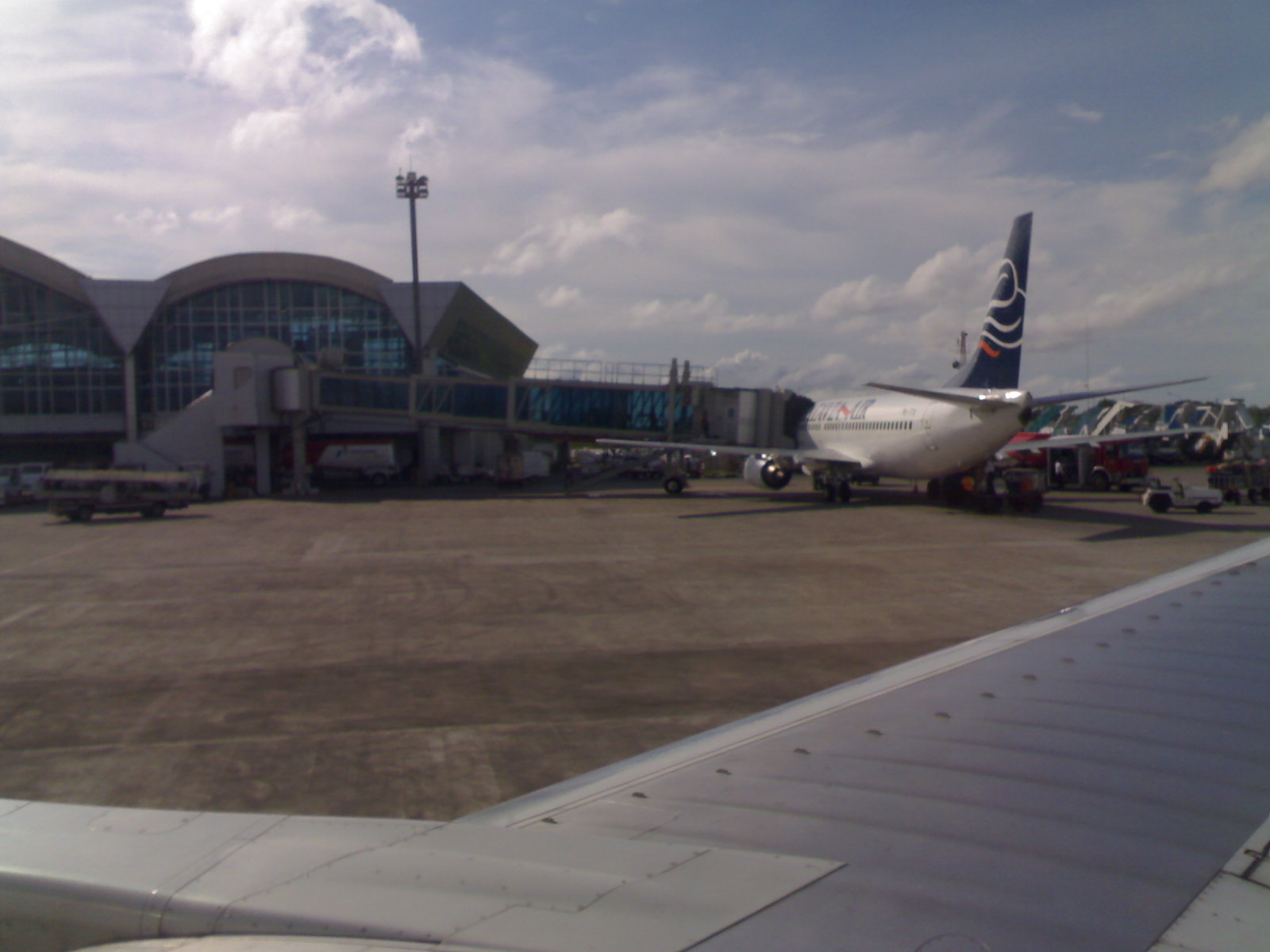
Der internationale Flughafen Sultan Hasanuddin ist der viertverkehrsreichste Flughafen Indonesiens.